# Мушник, Сергей Михайлович
Сергей Михайлович Мушник (настоящая фамилия — Мушников), (укр. Сергій Михайлович Мушник; 21 октября 1921, г. Петропавловск Северо-Казахстанской области — 15 декабря 1994, Харьков) — украинский советский поэт, прозаик, публицист, литературный критик.

## Биография
Родился в семье служащего. С 1924 работал на заводах в Харькове, был на библиотечной работе. В 1940 поступил на учебу в Харьковский университет, окончить который помешала война.
Участник Великой Отечественной войны. Добровольцем пошёл на фронт, несмотря на плохое зрение. Воевал пулеметчиком, минометчиком на Калининском и Сталинградском фронтах. Принимал участие в освобождении Крыма. Был ранен.
Член КПСС.
В 1955 окончил Литературный институт имени А. М. Горького. Член Союза писателей СССР с 1952 года.
Руководил литературной студией «Заводская лира» при заводе им. Малышева. Жил в Харькове в доме литераторов «Слово».

## Творчество
Печатался с 1946 года. В 1946 в журнале «Дніпро» были напечатаны стихи «Сапоги» («Чоботи»), про которые на ІІ Всесоюзном совещании молодых писателей похвально отозвались Самуил Маршак и Александр Твардовский. Высоко оценили их также Андрей Малышко и Леонид Первомайский.
Первый сборник стихов поэта «Моя земля» вышел в 1949.
В строках стихов и поэм С. Мушника звучат мужественные интонации советского солдата и гордость рабочего человека, предметно изображается дорогая сердцу поэта заводская жизнь.
Воспевал героику военных лет.

## Избранные произведения
С. Мушник — автор поэтических сборников:
- «У широкім степу» (1951),
- «Подих життя» (1956),
- «Полудень» (1959),
- «Вітер часу» (1960),
- «Здрастуйте, люди!» (1962),
- «Крутогори» (1969),
- «Заводська сторона» (1974),
- «Гарячий день» (1977),
- «Десь тут мати моя» (1980),
- «Одолінь —трава» (1981)
- «Слово о полку нашім» (1987)и др.

Сборники рассказов
- «Юга» (1965)
- «Повісті північної прохідної» (1967)
- «Осокорова заметіль» (1970)
- «Купальський вогонь» (1972)
- «Я стверджуюсь!» (1979)
- «При шляхах маки цвітуть» (1980)